# 本能行为
本能行为為本能理论中一种先天的复杂的行为方式，它是由一组可被清晰划分的基本行为组成的：本能运动；本能运动的同义词是遗传协调。1937年康拉德·洛仑兹首次提出一种理论，其中认为这种本能行为是由所谓的钥匙刺激引起的，而且只要内在的动机一直存在，行为就会持续下去。

## 本能行为的组成
本能行为（准确一点：本能运动）依照洛仑兹的理论，是由独立的单位组成的，就是天生对具有刺激作用之情况（比较钥匙刺激）的识别能力，一种激活机制（先天诱发机制，Angeborenen Auslösemechanismus AAM），运动组件和一个对应的内在动机（洛仑兹所说的行动特异性激动）。
一种行为必须符合四条准则，才能算作先天的本能行为：
它必须是：
- 定型行为（因不定向的欲求行为可显得十分多变）
- 出现在同物种的所有个体上（和成熟状态有关）
- 即使是被隔离培养的个体，也具有该种行为（如印痕）
- 即使先前该行为被压制，过後还是会发生。

一个完整的本能行为有三个阶段：
1. 由本能引起的行动的基础是不定向的欲求行为，在本能理论里面这种行为被解作对某种特定的钥匙刺激的追求。该种行为具有前提，就是个体具有选择性的，对特定刺激敏感的环境知觉和被激活的动机。
2. 在感应到所追求的钥匙刺激後，同时又具有相应的动机，就会发生定向的欲求行为（定向运动），一种对某种物体的趋向行为。
3. 这种运动触发新的钥匙刺激，直至最后引起了终极行动。如若行为的结果是成功的话（比如捕捉到猎物）终极行动就会压制动机。这以同种的方式不断进行下去。

当内外环境条件变化的时候，通过对动机的「检查」可以使得先前行为中止而开始另一种行为，例子：当鸟受到猫的威胁的时候，鸟会停止觅食。
本能运动理论上可以有多种强度：从完全变现到仅仅起示意作用的运动，这被称为意向运动(Intentionsbewegungen)。本能理论的代表人物也会将非常复杂的行为当作本能运动。如：鸟类的刮和啄运动，和非常复杂的系列运动如筑巢时的打结。

## 历史
1930年代科学家向这一领域迈出了第一步。之后的研究集中在先天与后天行为及其可塑性上。
但现在本能理论已经不起什么作用。因为到目前为止大脑研究仍没能找到所谓的行动特异冲动。但这一切究竟是由于"本能行为的生理理论"的不足还是大脑研究的不足所导致的，目前尚未有定论。

## 另見
- 反应链
- 學習
- 行为学
- 行為生態學、動物行為學
- 先天行为